# We Just Wanna Party with You
We Just Wanna Party with You is een nummer van de Amerikaanse rapper Snoop Doggy Dogg uit 1997, in samenwerking met de Amerikaanse producer Jermaine Dupri. Het is afkomstig van de soundtrack van de film Men in Black.
Het nummer bevat een sample uit Get Down on It van Kool & the Gang. Daarnaast wordt er in de tekst verwezen naar The Nutty Professor. "We Just Wanna Party with You" is de eerste single die Snoop Doggy Dogg niet uitbracht op het label Death Row Records. Zanger Trey Lorenz heeft het refrein ingezongen. Het nummer flopte in Amerika, maar werd in een paar Europese landen wel een bescheiden hit. In Nederland bereikte de plaat een 6e positie in de Tipparade, en in Vlaanderen kwam het een plek lager in de Tipparade.

## Tracklijst
- Cd-single

1. "We Just Wanna Party With You" (radioversie)
2. "We Just Wanna Party With You" (albumversie)
3. "Escobar '97" - Nas
4. "Some Cow Fonque (More Tea Vicar?)" - Buckshot Lefonque

- 12"

1. "We Just Wanna Party With You" (radioversie) - 4:32
2. "Sah Dee Dah (Sexy Thing)" - Alicia Keys - 4:12
3. "Make You Happy" - Trey Lorenz - 4:06
4. "Some Cow Fonque (More Tea, Vicar?)" - Buckshot LeFonque - 4:10